# りんご娘
りんご娘（りんごむすめ）は、青森県弘前市を拠点に活動するダンス&ボーカルを主軸とした日本の女性ローカルアイドルグループである。『ご当地アイドル四天王』『ご当地アイドル殿堂入り』の称号を持つ。2020年で結成20年目を迎えており、現存するご当地アイドルの中で活動期間が最長となっている。「愛踊祭〜あいどるまつり〜2016」および「TOKYO IDOL FESTIVAL 2023 全国選抜LIVE」グランプリの優勝チーム。
2000年7月に、同市のボランティア集団「弘前アクターズスクールプロジェクト（通称：H.A.S.P）」によって「cool&country」をコンセプトに農業活性化アイドルとして結成された。所属事務所はリンゴミュージック。姉妹グループ及び研修生として所属する下部組織のアルプスおとめがいる。
結成当初の表記は「りんご娘．」であったが、2010年4月に現在の形に改名された。2017年の16thシングル「Ringo star」発売から2022年3月当時のメンバー卒業まで「RINGOMUSUME」表記が主に用いられ、「りんご娘」は併記されていた。2022年4月からの現体制ではロゴが改められ、再び「りんご娘」表記となっている。

## 概要

### メンバーの特徴
メンバーの名前は、青森県弘前市が全国で生産量1位を占める「りんご」の品種名が使われており、卒業後に次のメンバーへ引き継がれているものもある。それぞれの品種のPRも兼ねているため、あまり知られていない品種名が採用されることが多い。
青森のPRのため、話すときには津軽弁を用いる。

### 活動
おもな活動はテレビ・ラジオ出演、地元のイベントやライブへの出演、幼稚園や介護施設などへの訪問などで、毎年夏の24時間テレビ 「愛は地球を救う」では青森市内の会場でもライブを行う。毎年1回、所属ユニット合同で大型ライブ「POWER LIVE」を行う。
2011年に、弘前市の大規模キャンペーン「パワーアップる！弘前産りんご」でキャンペーンガールに抜擢され、首都圏向けのCMへの出演、日本全国各地で弘前りんごのプロモーション活動、台湾や中国でキャンペーンを行い、2015年以降も弘前産りんごのキャンペーンガールとして活動している。
2014年5月からリンゴミュージックと「ringo-a.me」 が立ち上げた「劇団RINGOAME（リンゴアメ）」の旗揚げ公演「りんご飴（あめ）売りの少女」に出演し、演劇へ活動の場を広げている。
2016年、国民的アニメソングのカバーコンテスト「愛踊祭〜あいどるまつり〜2016」で優勝した。
2017年に秋元康プロデューサーのアイドルオーディション番組『ラストアイドル』に王林が出演し、セカンドユニット「Good Tears」のメンバーとしてりんご娘と兼任で活動した。2018年6月末に『ラストアイドル』を卒業してりんご娘としての活動に専念している。
2019年、初の全国ツアー「RINGOMUSUME SHIPMENTLIVE TOUR 2019 〜101回目の桜〜」を開催。
2020年、結成20周年を迎えることを記念し、20か所を巡る全国ツアー「RINGOMUSUME 20th ANNIVERSARY LIVE TOUR 2020 〜りんごの木〜」の開催が予定されていた が、新型コロナウイルス感染拡大により中止。2021年、アニバーサリーライブ「RINGOMUSUME 20th+1 ANNIVERSARY LIVE 〜りんごの木〜」を弘前市民会館にてオンライン開催。
2023年、「TOKYO IDOL FESTIVAL 2023 全国選抜LIVE」グランプリで優勝した。
2026年に青森県で開催される「第80回国民スポーツ大会」のイメージソング「翔けろ未来へ」の歌唱を担う。

### エピソードなど
- りんご娘のファンは、りんご農家になぞらえ「farmer（ファーマー）」と呼ばれ[21]、層は老若男女幅広く存在する[22]。ファンクラブの名称は「リンゴファーム」である[23]。
- ライブでアンコールを求めるかけ声は、津軽弁で「おかわり」などを意味する「あどはだり」が使われる。

## 略歴
2000年
- 7月、先行メンバー「ジョナ・ふじこ」の2名で「りんご娘．」を結成。 初期限定版「LOVE & SOLDIER」を発売。
- 8月、「りんご娘．オーディション」開催。「つがる・あさひ・あかね・北斗・紅夏」の5名で活動開始。
- 9月23日、正式メンバーによるデビューシングル「LOVE & SOLDIER」発売。
- 10月、新メンバー「恵（後のめぐみ）」が加入。

2001年
- 2月、「第6回 活彩あおもりイメージアップ大賞」推進賞受賞[24]。
- 5月、「第二次追加メンバーオーディション2001」開催。 新メンバー「祝・千秋・紅玉・夏緑」が加入。同月、『つがる〜あどの祭り2001』のイメージガールに選出。
- 12月、新メンバー「王林」が加入。

2002年
- 4月17日、2ndシングル「バスターミナル」発売。
- 7月31日、3rdシングル「YOU／海」発売。
- 11月30日、4thシングル「雪のブルース」発売。

2003年
- 3月21日、5thシングル「エアポート」発売。
- 3月、第1期・第2期メンバー卒業。
- 4月、「HASPアーティストオーディション2003春」開催。
- 7月、「HASPアーティストオーディション2003夏」開催。
- 9月14日、「つがる（2代目）・未希ライフ・紅玉（2代目）・金星・ジョナゴールド」の5名で新生りんご娘．活動開始。
- 11月23日、6thシングル「Fly High」発売。

2004年
- 3月、「未希ライフ」が脱退。
- 4月、「HASPアーティストオーディション2004春」開催。
- 6月20日、7thシングル「焼きりんご」発売。
- 7月、新メンバー「レッドゴールド（後のレットゴールド）」が加入。「HASPアーティストオーディション2004夏」開催。
- 10月、「つがる（2代目）・紅玉（2代目）」が脱退。

2005年
- 3月14日、「りんご娘．オーディション2005春」募集開始。
- 4月3日、1stアルバム『青森林檎』発売。
- 4月30日、公式サイトにて「金星」がりんご娘．を脱退することが発表される。
- 7月2日、「りんご娘．オーディション2005夏」募集開始。
- 9月22日、8thシングル「彼の軽トラに乗って」を全国発売[25][26][27]。
- 10月26日、三村申吾 青森県知事と懇談[28]。

2006年
- 6月19日、新メンバーを7月7日まで募集[29]。
- 7月13日、9thシングル「りんごのキモチ」発売。

2007年
- 4月1日、「りんご娘．オーディション2007春」募集開始。
- 12月24日、10thシングル「ダイエット」発売。

2008年
- 8月20日、三村申吾 青森県知事を表敬訪問[30]。
- 8月30日、中国・大連市で開かれた「中日友好のど自慢大会」（大連テレビ主催）にゲストとして出演[30]。

2010年
- 4月1日、「りんご娘．」から「りんご娘」に改名[31]。 同時に「とき・金星（2代目）・むつ」が加入、「レッドゴールド」が「レットゴールド」に改名[2]。
- 8月11日、「黒石やきそば大使」に任命される[32][33]。
- 9月12日、この日のカルチュアロードを最後に「むつ」が脱退。
- 10月、結成10年を迎えて日本ご当地アイドル活性協会から『ご当地アイドル殿堂入り』に認定[34]。
- 11月、公式HPから「むつ」のプロフィール・画像が削除される。当日、ジョナゴールドのブログ（現在は削除）にて「家庭の事情でグループを脱退する運びになった」ということが報告された。
- 12月4日、東北新幹線全線開業に合わせ、11thシングル「トレイン」発売。

2011年
- 1月8日、東京ドームで開催された「ふるさと祭り東京2011 −日本のまつり・故郷の味−」に出演[35]。
- 11月13日、『さんまのSUPERからくりTV』にて、「とき」が学業および部活動に専念するため「りんご娘」の活動を休業することを発表[36][37]。それを受けて妹分ユニットの「アルプスおとめ」内で歌、踊り、青森検定などのオーディションをした結果、「三上」がサポートメンバーとして臨時加入。その後、三上は学業専念のため2012年春をもって「アルプスおとめ」、「りんご娘」サポートメンバーを卒業した[38]。

2012年
- 5月6日、弘前市りんご公園のリニューアル10周年を記念して特別企画展「ご当地アイドル りんご娘 ミュージアム 〜りんご娘のキセキ〜 since2000」が開催される[39]。
- 8月28日、12thシングル「なんぼめじゃ！アポーパイ」発売[40]。
- 12月27日、「りんご娘＆アルプスおとめ POWER LIVE 2012」をもって「ジョナゴールド」が卒業。2012年の1月28日に「りんご娘の産地直送☆青森最高!!」で卒業ライブの模様が放送された。

2013年
- 3月16日、「りんご娘の産地直送☆青森最高!!」放送内で「レットゴールド」と「金星（2代目）」の卒業が発表された。
- 3月31日、「りんご娘レットゴールド＆金星 卒業記念LIVE」をもって「レットゴールド」と「金星（2代目）」が卒業。「アルプスおとめ」から新規メンバーとして「王林（2代目）」が加入することが発表された[41]。
- 11月9日、中野サンプラザ広場にて開催された「2013東北復興大祭典」に出演[42]。

2014年
- 5月6日、「劇団RINGOAME」の旗揚げ公演「りんご飴売りの少女」に出演[11]。

2015年
- 7月10日、15周年企画コージィニアス×りんご娘コラボ第1弾の13thシングル「りんごのね。」発売[43][44][45]。
- 8月14日、15周年企画コージィニアス×りんご娘コラボ第2弾の14thシングル「ぐぐっ」発売。
- 9月11日、15周年企画コージィニアス×りんご娘コラボ第3弾の15thシングル「好きみたい」発売。
- 10月1日、「アルプスおとめ」から新規メンバーとして「ジョナゴールド（2代目）」と「彩香」が加入。

2016年
- 9月10日、国民的アニメソングカバーコンテスト「愛踊祭〜あいどるまつり〜2016」の全国決勝大会で優勝。

2017年
- 3月29日、16thシングル「Ringo star」発売。作詞作曲は多田慎也、編曲は生田真心。ダンスの振り付けはミキティー本物。地元弘前の冬を舞台にしたミュージック・ビデオが公開される。
- 8月15日、17thシングル「アメノチヒカリ」発売。
- 12月23日、弘前中三スペース・アストロにてワンマンライブ「RINGOSTARS」を開催。
- 12月26日、12年ぶりの2ndアルバム『RINGOSTARS』発売。

2018年
- 3月28日、弘前観桜会100周年アンバサダーに就任。
- 4月3日、18thシングル「101回目の桜」発売。
- 4月7日・8日、弘前中三スペース・アストロにてワンマンライブ「RINGOSTARS vol.2」を開催。
- 8月6日、青森空港アンバサダー（PR大使）に就任[46]。
- 8月14日、19thシングル「JET GIRL/夏ノ蜜柑」発売[46]。
- 8月18日・19日、弘前中三スペース・アストロにてワンマンライブ「RINGOSTARS vol.3」を開催。
- 9月16日、代官山LOOPにて東京ワンマンライブ「SHIPMENT LIVE -初めての東京ワンマン-」を開催。

2019年
- 3月19日、3rdアルバム『FOURs』発売。
- 3月24日 - 4月28日、東京・福岡・大阪・台湾・青森にて初の全国ツアー「RINGOMUSUME SHIPMENTLIVE TOUR 2019 〜101回目の桜〜」を開催。
- 6月17日、『2019年上半期アイドルセレクト10』に5年ぶり2回目の選出[47]
- 8月13日、20thシングル「JAWAMEGI NIGHT」発売。
- 9月12日・22日、渋谷WWW・青森Quarterにて「RINGOMUSUME 19th Anniversary LIVE 〜20周年前年祭〜」を開催。
- 11月5日、21stシングル「0と1の世界」発売。
- 12月25日、9月12日の東京公演を収録した初のDVD「RINGOMUSUME 19th Anniversary LIVE 〜20周年前年祭〜」発売。

2020年
- 3月、3rdアルバム『FOURs』が第12回CDショップ大賞2020の東北ブロック賞を受賞[48]。
- 3月18日、22ndシングル「りんごの木」発売。
- 6月22日、彩香の身長が176センチから177センチに更新。これに伴い、メンバーの平均身長が170cmとなる[49]。
- 6月30日、Ameba公式ブログからの情報発信を休止。以降、後述のファンクラブにブログ移行。
- 7月1日、公式ファンクラブ「リンゴファーム」をnoteにて開設[23]。会費は月額500円。
- 7月5日、就農Web番組「RINGOMUSUMEの産地直送 日本最高!!」を公式YouTubeにてオンエア開始。以降、毎週日曜午後6時に公開。
- 7月22日、「第80回国民スポーツ大会」イメージソング「翔けろ未来へ」を青森県公式HPにて公開・配信開始[50][51]。
- 9月20日、虹の湖公園ふれあい広場ステージにて、新型コロナウイルス感染対策を講じたライブ、RINGOMUSIC SOCIAL DISTANCE LIVE「Re:START」を実施。抽選ライブとなる。1stはリンゴミュージック合同、2ndはりんご娘単独のファンクラブ限定となる。
- 9月23日、初期曲をリアレンジした4thアルバム、「Cool & Country」を発売。同日はグループ20周年を迎える日である[52]。
- 12月22日、『2020年ご当地アイドル肩書きランキングBEST20』で第10位に選ばれる[53]。
- 12月27日、初のりんご娘ソロでのオンラインライブ「RINGOMUSUME ONLINE LIVE 2020」を実施[54]。

2021年

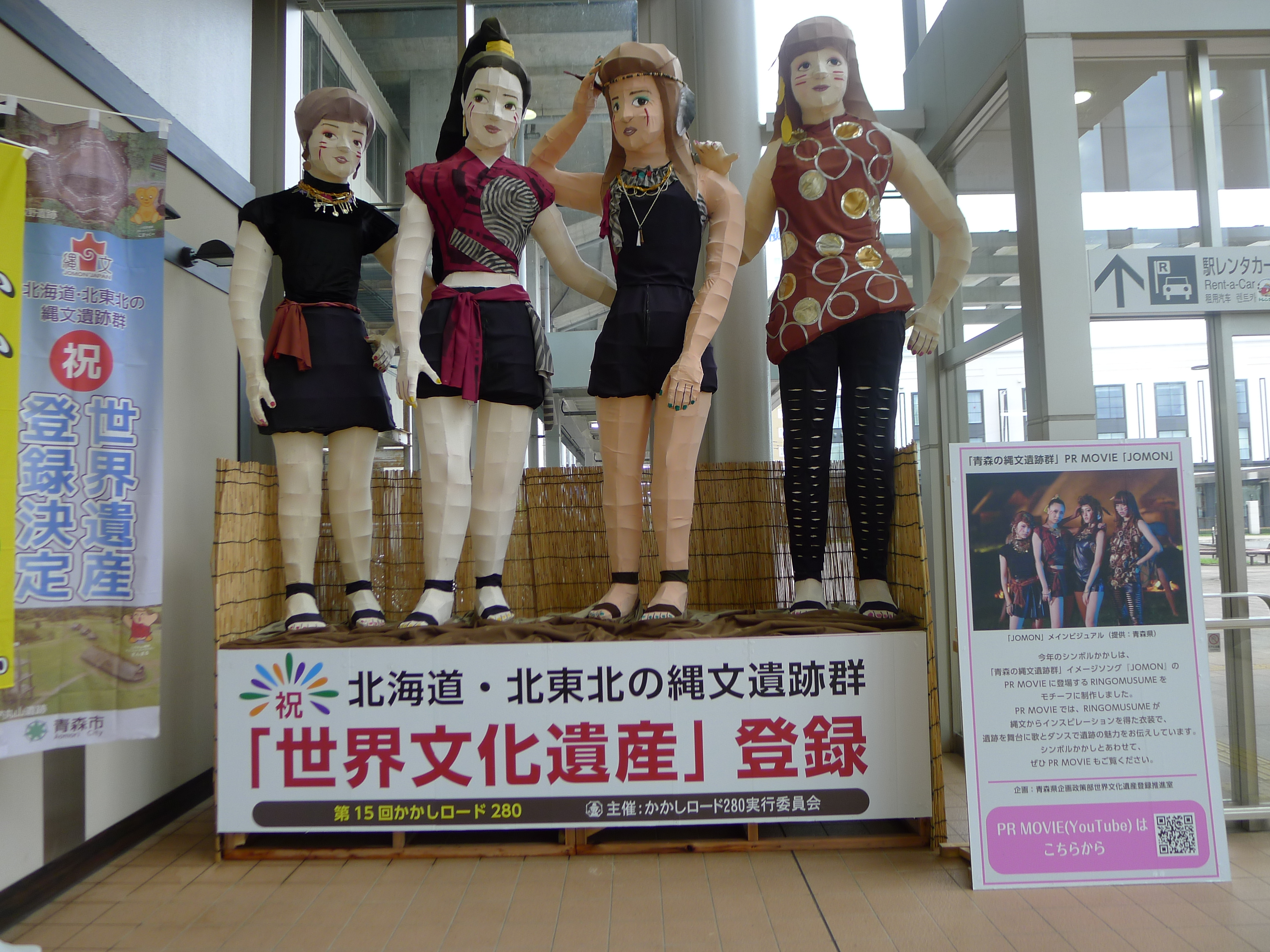
北海道・北東北の縄文遺跡群応援歌が縁で世界遺産登録後に縄文人スタイルの案山子が新青森駅に設置

- 2月20日、青森の縄文群イメージソング「JOMON」PR MOVIEを青森県公式YouTubeチャンネル「JOMON AOMORI みんなでめざそう世界遺産!」で公開[55]。
- 3月31日、4thアルバム「Eternity」を発売予定[56] であったが、発売を一旦中止[57]。同日、アルバム予定だった前述の「JOMON」を23rdシングルとして単独配信。
- 7月21日、上記の4thアルバム「Eternity」を改めて発売[58]。
- 9月22日、アニバーサリーライブ「RINGOMUSUME 20th+1 ANNIVERSARY LIVE 〜りんごの木〜」を開催[17]。弘前市民会館での有観客公演とオンライン配信を並行する予定であったが、新型コロナウィルス感染拡大によりオンライン配信のみ実施[17]。
- 11月30日、彩香が20歳の誕生日を迎える。これにより、グループ史上初めて全メンバーが成人となる。
- 12月25日、上記のアニバーサリーライブを収録したDVDおよびBlu-ray、『RINGOMUSUME 20th+1 ANNIVERSARY LIVE 〜りんごの木〜』を発売[59]。

2022年
- 2月9日、メンバー4人（とき、王林、ジョナゴールド、彩香）全員が3月末で卒業することを発表[60][61]。4月からはアルプスおとめのメンバー4人（吉田、須藤、相馬、安田）が新生りんご娘として活動を行うと発表[60][61]。
- 3月30日・31日、上記卒業に伴うワンマンライブ｢RINGOMUSUME ONE-MAN LIVE 2022 “FOURs”｣が開催[62]。弘前市民会館での有観客ライブとYouTubeでのオンライン配信が並行して行われた。
- 4月1日、「アルプスおとめ」からの新メンバー4人での活動開始に合わせ、メンバーの「りんご娘」としての名前が発表される（「ピンクレディ」・「スターキングデリシャス」・「はつ恋ぐりん」・「金星（3代目）」）[63][64]。
- 7月1日、日本ご当地アイドル活性協会が選ぶ『2022年上半期アイドルセレクト10』に3回目の選出[65]。
- 8月3日、24thシングル「りんごに恋したマメコバチ」を発売[66]。

2023年
- 3月29日、25thシングル「桜ダイヤモンド」を発売[67]。
- 5月3日、『ROAD TO @ JAM EXPO 2023 LIVE Vol.5』にて予選会通過。決勝戦への出場が決定[68]。
- 5月6日、『TOKYO IDOL FESTIVAL 2023 全国選抜LIVE』東日本Bブロックにて優勝。本戦への出場が決定[69][70]。
- 6月24日、『ご当地アイドル四天王』の称号を授与。今回は2023年度[71]。
- 8月4日～8月6日、『TOKYO IDOL FESTIVAL 2023 全国選抜LIVE』グランプリにて優勝[18]。
- 8月9日、26thシングル「Candy Apple 〜恋はあせらず〜」を発売[72]。

2024年
- 3月、はつ恋ぐりんが高校を卒業。社会人メンバーとなる。
- 3月27日、5thアルバム「Diamond」が発売[73]。
- 4月8日、2年連続『ご当地アイドル四天王』を授与。今回は2024年度[74]。
- 8月28日、27thシングル「サイギサイギ」を発売[75]。
- 9月30日、金星が18歳の誕生日を迎える。これにより、メンバー全員が成人となる。
- 12月15日、現体制初となる海外ライブ「りんご娘（蘋果女孩）Live in Taiwan 2024」を開催[76]。
- 12月25日、「ご当地アイドル神8」に選出される[77]。

2025年
- 3月、金星・スターキングデリシャスが高校を卒業。金星は社会人メンバー、スターキングデリシャスは大学生メンバーとして活動を継続する。
- 3月19日、28thシングル｢硝子のリンゴたち / North End All Stars｣を発売。
- 7月16日、29thシングル｢林檎忍者｣を発売。

## メンバー

### 現在
| 名前                                              | 生年月日（現年齢）    | 血液型 | 身長    | 色種 | カラー | 加入期 | 備考                                                                     |
| ------------------------------------------------- | --------------------- | ------ | ------- | ---- | ------ | ------ | ------------------------------------------------------------------------ |
| ピンクレディ （ぴんくれでぃ）                     | 2003年11月1日（21歳） | O型    | 152cm   |      | ピンク | 第9期  | 元アルプスおとめ。在籍時は「吉田（よしだ）」として活動。社会人メンバー。 |
| スターキングデリシャス （すたーきんぐでりしゃす） | 2006年4月7日（19歳）  | O型    | 156cm   |      | 赤     | 第9期  | 元アルプスおとめ。在籍時は「須藤（すとう）」として活動。大学生メンバー。 |
| はつ恋ぐりん （はつこいぐりん）                   | 2005年5月28日（20歳） | A型    | 160cm   |      | 緑     | 第9期  | 元アルプスおとめ。在籍時は「相馬（そうま）」として活動。社会人メンバー。 |
| 金星 （きんせい） （3代目）                       | 2006年9月30日（18歳） | O型    | 167.5cm |      | 黄     | 第9期  | 元アルプスおとめ。在籍時は「安田（やすた）」として活動。社会人メンバー。 |

※2022年4月1日から、現在の4名で活動。全員がアルプスおとめからの昇格メンバー。

### 旧メンバー
| 名前                    | 生年月日（現年齢）     | 加入期                    | 備考 |
| ----------------------- | ---------------------- | ------------------------- | --- |
| ジョナ                  | -                      | 先行メンバー (CD参加のみ) | |
| ふじこ                  | -                      | 先行メンバー (CD参加のみ) | |
| つがる                  | -                      | 第1期                     | |
| あさひ                  | -                      | 第1期                     | |
| 紅夏                    | -                      | 第1期                     | |
| 北斗                    | -                      | 第1期                     | |
| あかね                  | -                      | 第1期                     | |
| めぐみ                  | -                      | 第1期                     | |
| 祝                      | -                      | 第2期                     | |
| 夏緑                    | -                      | 第2期                     | |
| 紅玉                    | -                      | 第2期                     | |
| 千秋                    | -                      | 第2期                     | |
| 王林                    | -                      | 第2期                     | |
| ジョナゴールド          | 1992年2月4日（33歳）   | 第3期                     | 通称「ジョナ」。大学通学のため横浜市に在住しながら、週末は番組ロケやイベントのため青森に帰省。 2012年12月27日のPOWER LIVEをもって卒業。 9年間活動した。 |
| つがる（2代目）         | -                      | 第4期                     | |
| 紅玉（2代目）           | -                      | 第4期                     | |
| 未希ライフ              | -                      | 第4期                     | |
| 金星                    | -                      | 第4期                     | |
| レットゴールド          | 1990年7月7日（35歳）   | 第5期                     | 2010年春に「レッドゴールド」から改名。通称「レット」。メンバーからは「ベイビィ」と呼ばれていた。 2013年3月31日の「りんご娘レットゴールド＆金星 卒業記念LIVE」をもって卒業。 上京後「ほのかりんご」名義を経て、現在「佐藤ゆかり」名義で活動。                                                             |
| むつ                    | -                      | 第6期                     | |
| 金星（2代目）           | 1995年7月4日（30歳）   | 第6期                     | 妹分ユニット・アルプスおとめのオリジナルメンバーで、りんご娘メンバーになるまでに4年間の下積みがあった。 2013年3月31日の「りんご娘レットゴールド＆金星 卒業記念LIVE」をもって卒業。 |
| とき                    | 1998年7月21日（27歳）  | 第6期                     | 2010年4月から2022年3月まで活動。 休止期間を含め、歴代メンバー最長の12年活動した。 2022年3月30日・31日の「RINGOMUSUME ONE-MAN LIVE 2022 “FOURs”」をもって卒業。 卒業後はリンゴミュージックを離れ｢和海（なごみ）｣名義で芸能活動を継続。                                                                    |
| 王林（2代目）           | 1998年4月8日（27歳）   | 第7期                     | 2013年4月から2022年3月まで9年間活動した。 2022年3月30日・31日の「RINGOMUSUME ONE-MAN LIVE 2022 “FOURs”」をもって卒業。 卒業後は同名で株式会社ボンド所属のソロタレントとして活動。リンゴミュージックは業務提携という形で支援を行う。 元ラストアイドルファミリー（2017年10月 - 2018年6月、Good Tears兼任） |
| ジョナゴールド（2代目） | 2001年3月23日（24歳）  | 第8期                     | 2015年10月から2022年3月まで活動。通称｢J｣。 2022年3月30日・31日の「RINGOMUSUME ONE-MAN LIVE 2022 “FOURs”」をもって卒業。 卒業後は同名でリンゴミュージック所属のソロアーティストとして活動。 |
| 彩香 （さいか）         | 2001年11月30日（23歳） | 第8期                     | 2015年10月から2022年3月まで活動。 2022年3月30日・31日の「RINGOMUSUME ONE-MAN LIVE 2022 “FOURs”」をもって卒業。 卒業後はリンゴミュージックを離れ「赤坂麻凪（あかさかまな）」名義で女優・モデルとして活動。                                                                                                |

## 作品

### シングル
- 全国発売された「彼の軽トラに乗って」以降の楽曲はiTunes Music Storeにてインターネット配信されている[83][84]。

| #   | 発売日                      | タイトル                             | カップリング                        | 順位  | 規格品番            | メンバー                                                                | 備考 |
| --- | --------------------------- | ------------------------------------ | ----------------------------------- | ----- | ------------------- | ----------------------------------------------------------------------- | --- |
| ex. | 2000年7月                   | LOVE & SOLDIER                       | -                                   | -     | -                   | ジョナ・ふじこ                                                          | 初期限定版（先行限定メンバー盤） |
| 1   | 2000年9月23日               | LOVE & SOLDIER                       | -                                   | -     | -                   | つがる・あさひ・あかね・北斗・紅夏                                      | 「ジョブカフェあおもり」CMソング |
| 2   | 2002年4月17日               | バスターミナル                       | LOVE & SOLDIER (Acoustic Edit)      | -     | -                   | つがる・あさひ・あかね・北斗・紅夏・めぐみ・ 祝・千秋・紅玉・夏緑・王林 | ATV「ヒューマンエナジー in 青森」テーマソング |
| 3   | 2002年7月31日               | YOU                                  | 海                                  | -     | -                   | つがる・あさひ・あかね・北斗・紅夏・めぐみ・ 祝・千秋・紅玉・夏緑・王林 | ATV「ヒューマンエナジー in 青森」テーマソング |
| 4   | 2002年11月30日              | 雪のブルース                         | プラネタリウム                      | -     | -                   | つがる・あさひ・あかね・北斗・紅夏・めぐみ・ 祝・千秋・紅玉・夏緑・王林 | ATV「ヒューマンエナジー in 青森」テーマソング |
| 5   | 2003年3月21日               | エアポート                           | りんごのキモチ                      | -     | -                   | つがる・あさひ・あかね・北斗・紅夏・めぐみ・ 祝・千秋・紅玉・夏緑・王林 | ATV「ヒューマンエナジー in 青森」テーマソング |
| 6   | 2003年11月23日              | Fly High                             | プラネタリウム                      | -     | RMCD-00001          | ジョナゴールド・つがる(2)・未希ライフ・紅玉(2)・金星                    | ATV「ヒューマンエナジー in 青森」テーマソング |
| 7   | 2004年6月20日               | 焼きりんご                           | りんごのキモチ                      | -     | RMCD-00002          | ジョナゴールド・つがる(2)・紅玉(2)・金星                                | |
| 8   | 2005年9月22日               | 彼の軽トラに乗って                   | 海 A.D.D りんごのキモチ             | -     | RMCD-1001           | ジョナゴールド・レッドゴールド                                          | 初の全国流通盤 iTunes Music Store配信有 |
| 9   | 2006年7月13日               | りんごのキモチ                       | 彼の軽トラに乗って                  | -     | RMCD-1002           | ジョナゴールド・レッドゴールド                                          | 前作をA・B面入れ替えて再発売 (iTunes Music Storeでは前作のみの取扱) |
| 10  | 2007年12月24日              | ダイエット                           | ドスコイ金星                        | -     | RMCD-1003 RMCD-1004 | ジョナゴールド・レッドゴールド                                          | ATV「いいふるさと、いい話みつけた。」テーマソング iTunes Music Store配信有 (RMCD-1003は2曲入り、RMCD-1004は各instrumentalが追加され4曲入り) |
| 11  | 2010年12月4日 2011年9月19日 | トレイン                             | だびょん                            | -     | RMCD-1005 RMCD-1006 | ジョナゴールド・レットゴールド・とき・金星(2)                           | 東北新幹線全線開業・惑星探査機はやぶさ応援ソング TBS系列「さんまのSUPERからくりTV」エンディングテーマ ABA「りんご娘の産地直送☆青森最高!!」テーマソング iTunes Music Store配信有 (各曲個別シングル扱い) (RMCD-1006は東日本大震災を機に3番の歌詞を追加し、ジャケットデザイン、ディスクカラーを変更した再リリース盤) |
| 12  | 2012年8月28日               | なんぼめじゃ！アポーパイ             | ずっとずっとずっと                  | -     | RMCD-1007           | ジョナゴールド・レットゴールド・とき・金星(2)                           | iTunes Music Store配信有 |
| 13  | 2015年7月10日               | りんごのね。                         | -                                   | -     | -                   | とき・王林(2)                                                           | りんご娘15周年企画 コージィニアス×りんご娘コラボ 3か月連続新曲リリース iTunes Music Store配信限定 |
| 14  | 2015年8月14日               | ぐぐっ                               | -                                   | -     | -                   | とき・王林(2)                                                           | りんご娘15周年企画 コージィニアス×りんご娘コラボ 3か月連続新曲リリース iTunes Music Store配信限定 |
| 15  | 2015年9月11日               | 好きみたい                           | -                                   | -     | -                   | とき・王林(2)                                                           | りんご娘15周年企画 コージィニアス×りんご娘コラボ 3か月連続新曲リリース iTunes Music Store配信限定 |
| 16  | 2017年3月29日               | Ringo star                           | だびょん                            | 98位  | RMCD-1009           | とき・王林(2)・ジョナゴールド(2)・彩香                                  | 「RINGOSTARS」収録曲のためiTunes Music Storeでの単曲購入可 (シングル扱いでの配信はなし) |
| 17  | 2017年8月15日               | アメノチヒカリ                       | 真っ赤な笑顔                        | 92位  | RMCD-1010           | とき・王林(2)・ジョナゴールド(2)・彩香                                  | 「RINGOSTARS」収録曲のためiTunes Music Storeでの単曲購入可 (シングル扱いでの配信はなし) |
| 18  | 2018年4月3日                | 101回目の桜                          | 101回目の桜 (Piano Version)         | 56位  | RMCD-1013           | とき・王林(2)・ジョナゴールド(2)・彩香                                  | iTunes Music Store配信有 |
| 19  | 2018年8月14日               | JET GIRL                             | 夏ノ蜜柑                            | 108位 | RMCD-1014           | とき・王林(2)・ジョナゴールド(2)・彩香                                  | 青森空港公式イメージソング RABラジオ「今日も!あさぷり」エンディングテーマ iTunes Music Store配信有 |
| 20  | 2019年8月13日               | JAWAMEGI NIGHT!!                     | Kimi-Dake                           | 29位  | RMCD-1016           | とき・王林(2)・ジョナゴールド(2)・彩香                                  | iTunes Music Store配信有 |
| 21  | 2019年11月5日               | 0と1の世界                           | なんぼめじゃ!アポーパイ (dance mix) | 48位  | RMCD-1018           | とき・王林(2)・ジョナゴールド(2)・彩香                                  | iTunes Music Store配信有 |
| 22  | 2020年3月18日               | りんごの木                           | JIGA-JIGA                           | 66位  | RMCD-1021           | とき・王林(2)・ジョナゴールド(2)・彩香                                  | iTunes Music Store配信有 |
| 23  | 2021年3月31日               | JOMON                                | -                                   | -     | -                   | とき・王林(2)・ジョナゴールド(2)・彩香                                  | 「青森の縄文遺跡群」イメージソング MVは2021年2月20日より 「JOMON AOMORI みんなでめざそう世界遺産!」にて配信 オンライン配信限定シングル |
| 24  | 2022年8月3日                | りんごに恋したマメコバチ             | JET GIRL アメノチヒカリ             | 84位  | RMCD-1034           | ピンクレディ・スターキングデリシャス・はつ恋ぐりん・金星(3)             | |
| 25  | 2023年3月29日               | 桜ダイヤモンド                       | モドコモード                        | 26位  | RMCD-1038           | ピンクレディ・スターキングデリシャス・はつ恋ぐりん・金星(3)             | |
| 26  | 2023年8月9日                | Candy Apple 〜恋はあせらず〜         | 焼きりんご JAWAMEGI NIGHT!!         | 41位  | RMCD-1040           | ピンクレディ・スターキングデリシャス・はつ恋ぐりん・金星(3)             | |
| 27  | 2024年8月28日               | サイギサイギ                         | Ringo disco SNOW MONSTER            |       | RMCD-1049           | ピンクレディ・スターキングデリシャス・はつ恋ぐりん・金星(3)             | |
| 28  | 2025年3月19日               | 硝子のリンゴたち/North End All Stars | JIGA-JIGA                           | 41位  | RMCD-1051           | ピンクレディ・スターキングデリシャス・はつ恋ぐりん・金星(3)             | 両A面 |
| 29  | 2025年7月16日               | 林檎忍者                             | JONKARA Love&Soldier                | 22位  | RMCD-1053           | ピンクレディ・スターキングデリシャス・はつ恋ぐりん・金星(3)             | |

※順位はオリコンウィークリーチャート最高位

### オリジナルアルバム
※順位はオリコンウィークリーチャート最高位

### リアレンジアルバム
※順位はオリコンウィークリーチャート最高位

### 映像作品
※順位はオリコンウィークリーチャート最高位

### その他
- 公開はされているものの、CD発売や有料配信は行われていない楽曲。

| 公開日         | タイトル         | メンバー                                                    | 備考 |
| -------------- | ---------------- | ----------------------------------------------------------- | --- |
| 2020年7月22日  | 翔けろ未来へ     | とき・王林(2)・ジョナゴールド(2)・彩香                      | 「第80回国民スポーツ大会」イメージソング 作詞:井元仁江 作曲:T.Mikami 編曲:多田慎也・島田尚 青森県HPにて配信。         |
| 2022年12月30日 | 夢のシャトルラン | ピンクレディ・スターキングデリシャス・はつ恋ぐりん・金星(3) | リンゴミュージック名義。 王林(2)・ジョナゴールド(2)もソロにて参加。 リンゴミュージック公式YouTubeチャンネルにて配信。 |
| 2024年9月21日  | 翔けろ未来へ     | ピンクレディ・スターキングデリシャス・はつ恋ぐりん・金星(3) | 2020年7月22日公開曲のリアレンジ版。 青の煌めきあおもり国スポ・障スポ公式YouTubeチャンネルにて配信。                   |

## 参加作品

### オムニバス・アルバム
- 「ご当地アイドルNo.1決定戦『U.M.U AWARD 2011』〜地域活性アイドル大図鑑〜（CD）」（2012年4月11日、D-TOPIA UNIVERSE、POCS-1204）[90]
- 『Japan Idol File 2』（2015年3月10日、T-Palette Records）

### 映像作品
- 「ご当地アイドルNo.1決定戦『U.M.U AWARD 2011』〜地域活性アイドル大図鑑〜（DVD）」（2012年4月11日、D-TOPIA UNIVERSE、POBD-60419）[90]
- 「RINGO MUSIC POWER LIVE 2023 〜Gradation〜」DVD＆Blu-ray（2024年1月13日、リンゴミュージック、DVD: RMCD-1042、Blu-ray: RMCD-1043）[91]

#### 配信シングル
- ツクルってSTORY（2024年11月18日、ショート、青森県県土整備部YouTubeチャンネル[92]、2024年12月3日、フル、リンゴミュージック）りんご娘, ライスボール & ジョナゴールド名義でストリーミング配信。

## ライブ

### ソロライブ・対バンライブ
- RINGO MUSUME. POWER LIVE 2004（2004年1月4日、ダイエー四階・駅前市民ホール）[93][94]
- りんご娘．と歌う会 平成十六年 春（2004年4月）
- りんご娘．と踊る会 平成十六年 夏（2004年7月）
- りんご娘．をかごむ（囲む）会 平成十六年 秋 （2004年10月）
- RINGO MUSUME. POWER LIVE 2005（2005年1月9日、弘前駅前市民ホール）
- RINGO MUSUME. POWER LIVE 2006（2006年2月25日、弘前駅前市民ホール）
- RINGO MUSUME. POWER LIVE 2007（2007年12月21日、弘前文化ホール）
- RINGO MUSUME. POWER LIVE 2008（2008年12月27日、弘前駅前市民ホール）
- りんご娘．&アルプスおとめ POWER LIVE 2009（2009年12月26日、岩木文化センター「あそべーる」）[95]
- りんご娘&アルプスおとめ POWER LIVE 2010（2010年12月18日、岩木文化センター「あそべーる」）[96]
- りんご娘&アルプスおとめ POWER LIVE 2011（2011年12月24日、弘前文化センター）[97]
- りんご娘&アルプスおとめ POWER LIVE 2012（2012年12月27日、弘前文化センター）[98]
- りんご娘&アルプスおとめ POWER LIVE 2013（2013年12月21日・22日、弘前市民文化交流館ホール）[99]
- りんご娘＆アルプスおとめ POWER LIVE 2014（2014年12月27日・28日、弘前市民文化交流館ホール）[100][101][102]
- りんご娘＆アルプスおとめ POWER LIVE 2015（2015年9月26日、弘前市民文化交流館ホール）[103]
- FUNKY STADIUM × POWER LIVE 2016〜夢〜（2016年5月8日、弘前市民文化交流館ホール）
- POWER LIVE 2017（2017年5月4日、弘前市民文化交流館ホール）
- RINGOMUSUME ライブ2017「RINGOSTARS」（2017年12月23日、弘前中三スペース・アストロ）
- RINGOMUSUME ライブ2018「RINGOSTARS vol.2」（2018年4月7日・8日、弘前中三スペース・アストロ）
- RINGOMUSUME ライブ2018「RINGOSTARS vol.3」（2018年8月18日・19日、弘前中三スペース・アストロ）
- RINGOMUSUME 「SHIPMENT LIVE -初めての東京ワンマン-」（2018年9月16日、代官山LOOP）[104]
- 寺嶋由芙 × RINGOMUSUME ～Daikanyama LOOP 10th Anniversary～（2018年11月10日、代官山LOOP）
- 代官山LOOP × RINGOMUSUME 新春LIVE＆TALK 〜いくべ！RINGOSTART2019〜（2019年1月6日、代官山LOOP）
- RINGOMUSUME SHIPMENTLIVE TOUR 2019 〜101回目の桜〜（2019年3月24日～4月28日、東京・福岡・大阪・台湾・青森） [105]
- RINGOMUSUME 19th Anniversary Live～20周年前年祭～（2019年9月12日 、渋谷WWW、9月22日、青森Quarter）[106]
- RINGOMUSIC POWER LIVE 2019（2019年12月21日、青森クォーター）[107]
- RINGOMUSUME キッズ限定LIVE 〜わらしばしあづまれば、たんだでねぇよ〜（2020年4月26日 中止）[16][108]
- RINGOMUSUME 女性限定LIVE 〜おなごばしあづまれば、たんだでねぇよ〜（2020年4月26日 中止）[16][108]
- RINGOMUSUME 20th ANNIVERSARY LIVE TOUR 2020 〜りんごの木〜（2020年4月26日〜9月21日 中止）[15][16]
- RINGOMUSIC SOCIAL DISTANCE LIVE「Re:START」1st (2020年9月20日、虹の湖公園 ふれあい広場ステージ)[109]
- RINGOMUSIC SOCIAL DISTANCE LIVE「Re:START」2nd (2020年9月20日、虹の湖公園 ふれあい広場ステージ、ファンクラブ会員限定)[109]
- RINGOMUSIC POWER LIVE 2020（2020年12月27日、リンクモア平安閣市民ホール オンライン配信、YouTube）[54][110]
- RINGOMUSUME ONLINE LIVE 2020（2020年12月27日、オンライン配信、ZAIKO）[54]
- アニバーサリーライブ「RINGOMUSUME 20th+1 ANNIVERSARY LIVE 〜りんごの木〜」（2021年9月22日、弘前市民会館・オンライン配信、ZAIKO）[58]
- RINGOMUSIC POWER LIVE 2022（2022年1月10日 2022年3月6日、弘前市民会館・オンライン配信、ZAIKO）[111][112]
- RINGOMUSUME ONE-MAN LIVE 2022 “FOURs”（2022年3月30日・31日、弘前市民会館・オンライン配信、YouTube）[62]
- RINGO MUSIC W ONE-MAN LIVE Apple Day （2022年8月11日、岩木文化センターあそべーる・オンライン配信、ローチケLIVE STREAMING）[113]
- まなみのりさ × RINGO MUSIC 4MAN-LIVE “MAMIRINGOMUSIC”（2022年9月23日、青森Quarter）[114]
- RINGO MUSIC POWER LIVE 2022 “UPDATES!“（2022年12月28日、弘前市民会館）[115]
- JONAGOLD × RINGOMUSUME LIVE in HAKODATE（2023年3月12日、函館 club COCOA）[116]
- りんご娘 ONE-MAN LIVE 『りんご娘です』supported by Right-on（2023年4月22日、青森Quarter、2023年4月29日、Spotify O-nest）[117]
- りんご娘 ONE-MAN LIVE 2023 SUMMER『わかっちゃいるけど やめられない』（2023年8月11日、弘前文化センター 大ホール、2023年8月20日、代官山UNIT）[118]
- RINGO MUSIC POWER LIVE 2023 ～Gradation～（2023年9月9日～9月10日、弘前文化センター 大ホール）[119]
- shibuya eggman × Amazon Music Studio Tokyo 『park&park』（2023年12月25日）[120]
- りんご娘×ライスボール 2MAN LIVE『シブヤノケヤグ』（2024年1月14日、渋谷WWW）[121]
- りんご娘 ONE-MAN LIVE 2024 『Diamond』（2024年3月24日、弘前市民会館 大ホール）[122]
- りんご娘 ONE-MAN LIVE TOUR 2024『Diamond』（2024年5月11日、仙台darwin、2024年5月18日、札幌Bessie Hall、2024年6月11日、NIIGATA LOTS、2024年6月18日、梅田Zeela、2024年6月22日、福岡The Voodoo Lounge、2024年6月29日、 名古屋RAD HALL、2024年7月21日、Spotify O-WEST）[123]
- 無料ライブ「りんご娘 FREE SUMMER LIVE in 弘前 ～わどなどけやぐだいな!!～」（2024年7月27日、土淵川吉野町緑地）[124]
- 『りんご娘（蘋果女孩）Live in Taiwan 2024』（2024年12月15日、Corner House角落文創展演空間）[76]
- りんご娘 25th Anniversary Concert “Dream”（2025年4月12日、リンクステーションホール青森 大ホール）[125]

### アイドルフェス
- 『ROAD TO @ JAM EXPO 2023 LIVE Vol.5』（2023年5月3日）
- 『TOKYO IDOL FESTIVAL 2023 全国選抜LIVE』東日本Bブロック（2023年5月6日）優勝[70]
- 『YATSUI FESTIVAL! 2023』（2023年6月17日～18日）[126]
- 『TOKYO IDOL FESTIVAL 2023 全国選抜LIVE』グランプリ（2023年8月4日～8月6日）優勝[18]
- 『@ JAM EXPO 2023』（2023年8月26日～27日）[127]
- 『H.I.P. presents GIG TAKAHASHI 3』（2023年9月2日）[128]
- 『NAKAYOSHI FES. 2023』（2023年9月23日）[129]
- 『ギュウ農フェス THE LIVE! in 歌舞伎町』（2023年10月1日）[130]
- 『GIGA・GIGA SONIC』2周年大感謝祭スペシャル in 幕張メッセ（2023年10月7日）[131][132]
- 『肯定解法!』（2023年10月8日）[132]
- 『SUPER りんご×飴 Vol.1』（2023年10月9日）[132]
- 『りんごカレー祭2023』（2023年10月9日）[132]
- 『GIG TAKAHASHI 3』（2023年11月3日）[133]
- 『@ JAM×アイドル横丁 presents 秋葉原アイドルサーキット vol.3』（2023年11月3日）[134]

## 出演

### 映画
- 三本木農業高校、馬術部（2008年8月30・31日に青森・八戸で先行上映、同年10月4日から全国公開） - 石田里美役：ジョナゴールド
  - 「彼の軽トラに乗って」のPVが作品内で使用されている。
- 津軽百年食堂（2011年、津軽百年食堂製作委員会・小学館） - レットゴールドが出演
- りんごのうかの少女（2012年10月28日、弘前市制作） - 主演・三上りん子役：とき レットゴールドも出演[135][136]
  - 監督は青森市出身の横浜聡子監督。「だびょん」が劇中で使用されている。弘前市PR映画[104][137]。
- 君は笑う（2018年、青森県制作） - 主演・外崎結衣役：ジョナゴールド
  - 監督は弘前市在住の生ゆるキャラ・りんご飴マン。第10回沖縄国際映画祭・渋谷TANPEN映画祭CLIMAXat佐世保(オンライン)に出品。
- いとみち（2021年、アークエンターテインメント制作）[138][139]- 伊丸岡早苗役：ジョナゴールド、いとの父・相馬耕一のゼミの学生 豊島役：とき
  - 監督は「りんごのうかの少女」と同様、横浜聡子監督。リンゴミュージックのタレントが多数出演している。
- 鳩のごとく 蛇のごとく 斜陽（2022年、彩プロ制作）[140][141] - 瞳役：ジョナゴールド

### テレビドラマ
- 全っっっっっ然知らない街を歩いてみたものの Season2 第2話（2022年3月14日、フジテレビ）- ジョナゴールド[142]

### 歌番組
- ポップジャム （2004年7月2日、NHK総合）
- musicる TV （2015年6月1日、テレビ朝日）

### バラエティ番組
- 江奈滋家の食卓（2004年4月 - 、青森放送）
- @なまてれ（2008年4月 - 2009年3月、青森放送） - 生出演
  - 「りんご娘.のいっち!にぃ!さんぽ!」のコーナーを担当。
- りんご娘の産地直送☆青森最高!!（2009年7月11日 - 、不定期放送、青森朝日放送）[143][144][145]
  - りんご娘.初の冠番組で、初めてメインキャストを務めるバラエティ番組。
- いいふるさと、いい話見つけた（2008年4月 - 、青森テレビ）[146]
- 情熱エンジン（2005年11月19日、仙台放送、青森テレビ、岩手めんこいテレビ、秋田テレビ、さくらんぼテレビ、福島テレビ、新潟総合テレビ）[147]
- めざましテレビ公認 わがまま!気まま!旅気分「祝!東北新幹線八戸〜新青森間開業 あおもりパワースポット満喫紀行」（2010年12月18日、岩手めんこいテレビ） - レットゴールドのみ出演
- さんまのSUPERからくりTV 「芸能人かえうた王新人戦」（2011年、TBS）
  - 3月20日放送分では「夏祭り」のかえうたで「雪ばかり」を歌唱。金星は塾で忙しく、収録を欠席。
  - 6月12日放送分では「さくらんぼ」のかえうたで「出演後」を歌唱。金星が高校合格のために復帰したことについて歌った。
  - 6月26日放送の新人賞決勝では「Diamonds」のかえうたで「こんなもんだ」を歌唱。アルプスおとめもバックダンサーとして出演。新人賞受賞。
  - 優勝後の反響から「りんご娘の全国ご当地アイドル日本一への道」というコーナーが誕生[148]。アルプスおとめと共に出演。
- 夢はここから生放送 ハッピィ（2013年11月2日[149]、2015年3月14日、2018年3月 - 週替わりでメンバー1名、青森朝日放送）
  - 2015年3月14日の放送ではMCのあべこうじに新曲の制作を依頼。新曲「りんごのね。」が披露された[150]。
- マサックのスーパー実験室（2017年1月 - 、青森朝日放送） - ジョナゴールド
- 踊る!さんま御殿!!（日本テレビ） - 王林（2018年7月 -）、彩香（2019年11月12日）
- 今夜くらべてみました（2018年9月 - 、日本テレビ） - 王林
- THE突破ファイル（2019年1月 - 、日本テレビ） - 王林
- アウト×デラックス（フジテレビ） - 王林（スタジオ出演）（2019年1月10日、2021年4月15日）、王林（リモート出演）（2020年6月18日）
- 超逆境クイズバトル!! 99人の壁（2019年5月11日、2020年11月14日、フジテレビ） - 王林
- ヒルナンデス! （2019年5月24日、2019年7月25日、2020年2月28日、2020年3月6日、2020年8月18日、2020年10月9日、2020年10月16日、日本テレビ） - 王林
- 秘密のケンミンSHOW（2019年6月27日、読売テレビ） - 王林
- 7つの海を楽しもう!世界さまぁ〜リゾート（TBS） - 王林（2019年6月29日、2020年4月18日、2020年4月25日、2020年10月10日、2020年10月17日、2021年4月4日）
- 誰だって波瀾爆笑（2019年6月30日、日本テレビ） - 王林（VTR中で全員）
- 1億人の大質問!?笑ってコラえて! （2019年8月7日、2020年2月5日、日本テレビ） - 王林
- 世界まる見え!テレビ特捜部 （2019年8月19日、2020年10月19日、日本テレビ） - 王林
- ダウンタウンDX （2019年10月10日、読売テレビ） - 王林
- でんじろうのTHE実験（2019年11月15日、2020年1月24日、フジテレビ） - 王林
- ダウンタウンなう（フジテレビ） - 王林（VTR中で全員）（2020年1月24日）、ジョナゴールド（2020年3月27日）
- ポケモンの家あつまる？ （2020年4月19日、テレビ東京） - 王林
- ニノさん （2020年5月10日、2020年8月9日、2020年8月16日、日本テレビ） - 王林
- 日本のチカラ #215（2020年5月16日、テレビ朝日・青森放送制作）[151]
- 行列のできる法律相談所 （2020年6月7日、日本テレビ） - 王林（リモート出演）
- 有吉ジャポンⅡ ジロジロ有吉 （2020年7月4日、2020年8月1日、TBS） - 王林
- 土曜スペシャル 鉄道沿線ひたすら歩き旅8 （2020年7月18日、テレビ東京） - 王林
- 奇跡のひっそり観光地（2020年7月18日、テレビ東京） - 王林
- 教えてもらう前と後 （MBSテレビ） - 王林（2020年7月21日、2021年4月12日）、とき、ジョナゴールド（2021年1月19日）
- 秘密のケンミンSHOW極（読売テレビ） - 王林（2020年7月23日）、彩香、ジョナゴールド（2021年1月21日）、金星（2023年8月17日）
- 霜降りミキXIT （2020年8月17日、TBS） - 王林
- 沸騰ワード10（日本テレビ） - 王林（2020年9月11日、2021年1月22日、2021年2月26日、2021年7月9日）、とき（2020年9月11日、2021年2月26日、2021年7月9日）、王林・とき・彩香・ジョナゴールド（2022年4月15日）
- ソレダメ（2020年9月9日、テレビ東京） - 王林
- うわっ!ダマされた大賞2020秋 （2020年9月20日、日本テレビ）- 王林
- アンタッチャブルのおバカワいい映像バトル （2020年10月6日、2020年11月15日、フジテレビ） - 王林
- 前略、大とくさん（2020年10月18日、中京テレビ） - 王林　[152]
- 有頂天マイク（2020年10月18日、日本テレビ） - 王林
- THE鬼タイジ（2020年12月5日、TBS） - 王林
- 結成20周年！RINGOMUSUMEチャレンジ（2020年12月13日、青森放送）
- ものまねグランプリ（2020年12月22日、日本テレビ） - 王林
- データがない！〜つぶやきたくなる令和の新事実〜（2020年12月27日、カンテレ） - 王林
- この道の先には何がある？（2020年12月28日、テレビ東京） - 王林
- 東北サンドの隣の県は青かった!?（2021年1月2日、テレビ朝日系東北6局） - 王林
- もんくもん（2021年1月17日、読売テレビ） - 王林
- 人気芸能人がマジ調査！鬼旨スイーツGP（2021年1月31日、フジテレビ） - 王林
- 〜日本大相撲トーナメント番外編〜 大相撲バズり場所 なんでもグランプリ（2021年2月7日、フジテレビ） - 王林
- キスマイ超BUSAIKU!?（2021年2月11日、2021年3月25日、フジテレビ） - 王林
- 快答！50面SHOW（2021年2月19日、TBS） - 王林
- THEカラオケ★バトル 芸能界 歌の異種格闘技戦（2021年3月21日、TBS） - 王林
- 千鳥のクセがスゴいネタSP（2021年3月18日、フジテレビ） - 王林
- 直撃！シンソウ坂上（2021年3月25日、フジテレビ） - 王林
- 日テレ系人気番組 春のコラボSP！（2021年3月18日、フジテレビ） - 王林
- クイズ!あなたは小学5年生より賢いの?（2021年4月9日、日本テレビ） - 王林、ジョナゴールド
- スポーツ漫画みてぇな話（2021年4月9日、日本テレビ） - 王林
- さまぁ〜ず論（2021年4月26日、2021年5月3日、テレビ朝日） - 王林、ジョナゴールド
- アナザースカイ（2021年7月9日、日本テレビ） - 王林
- バスVS鉄道 乗り継ぎ対決旅9　鹿島スタジアム～鬼怒川温泉 （2021年7月24日、テレビ東京） - 王林
- おくるひと（2021年9月16日、日本テレビ） - 王林
- 出川哲朗の充電させてもらえませんか? - 新潟 田園グルメ街道 バイク旅（2021年11月27日、テレビ東京） - 王林
- 超無敵クラス（2023年4月23日 - 、日本テレビ）- 金星

### Webコンテンツ
- 公式Web番組「RINGOMUSUMEの産地直送 日本最高!!」（2020年7月5日 - 2022年3月27日、りんご娘公式YouTube）
- 公式Web番組「産地直送 日本最高!!」（2022年4月24日 - 、リンゴミュージック公式YouTube）
- Right-onコラボ番組「RINGOMUSUMEのRight-on Time!」（2020年9月18日 - 2022年3月25日、Right-on公式YouTube）[153]
- Right-onコラボ番組「りんご娘 Right-on! HAPPY」（2022年6月10日 - 2023年3月10日、Right-on公式YouTube）[154]
- インフラ出前授業「インフラで未来を変える！〜笑顔の理由〜」（2020年、青森県、教育機関向け） - 王林
- 森と湖に親しむ旬間PR動画　〜浅瀬石川ダム編〜[155]（2020年 - 2021年、青森県） - とき・王林
- 森と湖に親しむ旬間ＰＲ動画　〜津軽ダム編〜[156]（2020年 - 2021年、青森県） - 彩香・ジョナゴールド
- ショートフィルム「ねぶたのない夏」（2021年・日本向け）[157] - ジョナゴールド
- ショートフィルム「青森・沒有睡魔祭的夏天」（2021年・台湾向け）[157] - ジョナゴールド
- 納言幸のやさぐれ酒場（2021年2月18日、2021年2月25日）[158][159] - 王林
- ABEMA SPECIAL おじキュンです！（2021年2月27日）[160] - 王林
- 青森の小野（2021年）[161] - 彩香
- 動画企画「初めてのONE PIECE」りんご娘編（2021年）[162]
- キョドチャンネル特別編 雪の果て（2021年、青森県立郷土館）[163] - ジョナゴールド
- 板柳町公式まちあるき動画 りんごずっぱど歩いたやなぎ（2021年、青森県板柳町）[164] - ジョナゴールド
- 動画、はじめてみました｢わぁ、スポーツクライミングはじめだんずぅ〜｣（2022年 - 、テレビ朝日）[165]- 王林
- 東北4県にゆかりのある著名人の皆さんからの応援メッセージ（2022年、東日本大震災風化防止イベント事務局）[166]
- りんご娘のはじめての県民共済（2022年、青森県民共済）[167]
- きんじょな故郷いたやなぎ（2023年、青森県板柳町）[168] - 金星（ソロにてジョナゴールドも出演）
- Ourin-王林-（ソロ） Dear My Friend MV（2024年、ユニバーサルミュージック）[169] - スターキングデリシャス、金星

### ラジオ
- 午後ワイドGoGoナビゲーション（エフエムアップルウェーブ） - 生放送。レットゴールドのみ出演
- エネルギーナビゲーション（2008年 - 、エフエム青森） - 須藤正大との共演番組
- りんご娘&アルプスおとめ なんぼめじゃ!アポーパイ（ - 2016年3月5日、エフエムアップルウェーブ）
- ラジMOTT!（2012年 - 、エフエム青森）
- りんご娘のRinRin♪Channel（2016年 - 2018年、エフエムアップルウェーブ）
- 土曜はDON（2018年 - 2022年、青森放送）[170]
- RINGOMUSUMEのOH!ときめきゴールドサイト（2018年 - 2022年、エフエム青森）[171]

### CM
- 青森県若年者就職支援センター「ジョブカフェあおもり」（2005年）
- タケダスポーツ（2005年11月、2006年）[172]
- 丸文さとう カンコー学生服 （2005年1月 - 3月）
- スバルショップ三戸（2005年6月6日 - ）
- アルク・イノーバ（2009年） - ジョナゴールド
- さくらデザインワークス（2010年） - とき
- 丹藤・弘前城東SS（2010年）
- サークルKサンクス（青森県のみ、不定期）
- 弘前市広報CM「パワーアップる！弘前産りんご」（2011年、関東限定）
- スズキ自販青森（2011年 - 2013年3月）
- クラシアン青森（2012年）
- 丹藤・弘前城東SS（2015年5月 - ）[173]
- スタミナ源たれ（2015年6月 - 2022年3月、上北農産加工）[174][175][176]
- パナソニック、プライベートVIERA（2015年11月 - ）[177]
- 日清食品、麺ニッポン 青森濃厚煮干ラーメン（2016年1月21日 - ）[178]
- 青森県民共済（2019年 - 2020年、2022年 - ）[179]
- お助け110番（2019年 - 、弘善商会） - 王林
- キャンディークラッシュフレンズ（2019年、青森県限定）[180]
- 青森県消費生活センター（2020年）
- 太子食品工業（2020年 - ）[181]
- 青森テレビオリジナルCM「夏も冬もこれ1台！ズバ暖霧ヶ峰」（2021年）
- 東北電力70周年「得祭（トクまつり）」（2021年 - ） - 王林・ 東北6県・新潟県エリア[182]
- 取得はお早めに！青森県マイナンバーカード普及促進TVCM（2022年 - 、青森県）[183]
- 株式会社SINMEI（2022年 - ）[184]

### イメージキャラクター
- 2005大鰐温泉スキー場
- つがるあどの祭り
- 黒石やきそば大使[32]
- 青森県反射材大作戦 応援大使[185][186]
- SHIROFES
- 代々木ゼミナール（2018年） - ジョナゴールド
- 参議院議員通常選挙（青森県）- ジョナゴールド（2019年）、ピンクレディ（2022年）
- わーのあおもり！（2020年、NHK青森放送局）
- あおもりプラごみゼロ宣言（2020年7月 - 、青森県）[187]
- 太子食品工業（2020年10月 - ）
- インフラアンバサダー（2020年10月 - 2022年3月、青森県）[188]
- 樋川自動車（2021年 - ）- ジョナゴールド

### キャンペーン
- 東北限定ローソンプレゼンツ「ジモドルフェスタ2014WINTER」キャンペーン[189]（2014年1月7日 - 2014年3月9日）
- 全国あまちゃんマップ あなたの街おこしキャンペーン[190]（2013年、NHK） - 地元サポーター[191]
- 恋する地元キャンペーン[192]（2014年、NHK） - 「恋ジモサポーター」青森県代表
- G-cam 5000台突破ありがとうキャンペーン（2022年、 株式会社 MIYOSHI）[193]- 王林
- 弘前神戸プロモーション（2022年）

### 舞台
- りんご飴売りの少女（2014年、劇団RINGOAME）
- りんご飴売りの少女〜pomme d’amour〜（2014年、劇団RINGOAME）
- サクラと飴の大騒動（2015年、劇団RINGOAME）

### 連載
- 東奥日報（ENJOY面）「りんご娘 彩香が書く」（2020年9月 - 2021年8月） - 彩香
- あおもり創生パートナーズ会報誌Région（れぢおん）「りんご娘 彩香のあおもり未来考」（2021年4月 - 2022年3月） - 彩香

### その他
- 楽天イーグルス vs 埼玉西武ライオンズ 国歌斉唱 （2019年5月29日、はるか夢球場）[194]
- JR東日本 ポスター＆サイネージ（2020年）[195] - とき
- JR東日本 ポスター（2021年）[196] - ジョナゴールド

## 着うた
- MUSIC.JP
- D-Soundモバイル
- 魔法のメロらんど
- iTunes Music Store

## 受賞歴
- 第6回活彩あおもりイメージアップ大賞 推進賞[24]
- 弘前商工会議所街づくり大賞 弘前城築城400年記念特別賞[197]
- 平成30年度青森りんご勲章[198]
- 第12回CDショップ大賞2020 東北ブロック賞[48]